# Jeanne Christine Claessen de Miranda
Jeanne Christine Claessen de Miranda (1952) es una bióloga, microbióloga, micóloga, taxónoma, curadora, y profesora brasileña.

## Biografía
En 1975, obtuvo el diploma de ciencias biológicas por la Universidad Católica de Lovaina, y ese mismo año, guiada por el Dr. Pierre Cornelis completó su maestría en botánica, por la misma casa de altos estudios, defendiendo la tesis Comparaison des niveaux d'aminoacylation des tRNA de cellules saines et de crown gall de Parthenocissus tricuspidata cultivées 'in vitro'. Posteriormente, en 1985, obtuvo el doctorado en ciencias naturales (con énfasis en microbiología de suelo de micorrizas arbusculares) por la Universidad de Reading.
De 1995 a 2008, fue profesora externa, de la Universidad de Brasilia. Y de 1977 a 2008, pesquisadora de EMBRAPA Cerrado.

## Algunas publicaciones
- MIRANDA, L. N.; MIRANDA, J. C. C. 2007. Efeito Residual do Calcário para o Milho sob Plantio Direto e Convencional em Solo de Cerrado Archivado el 29 de marzo de 2016 en Wayback Machine.. Pesquisa Agropecuária Brasileira, Brasília, DF 133 ISSN 1517-1469 (10): 1-4

- MIRANDA, J. C. C.; MIRANDA, L. N. 2007. Contribuição de micorriza arbuscular para a produtividade e sustentabilidade nos sistemas de produção com plantio direto e convencional no Cerrado. Embrapa Cerrados. Comunicado técnico 134: 1-6-

- MIRANDA, J. C. C.; VILELA, L.; MIRANDA, L. N. 2005. Dinâmica e contribuição da micorriza arbuscular em sistemas de produção com rotação de culturas Archivado el 11 de abril de 2016 en Wayback Machine.. Pesquisa Agropecuária Brasileira, Brasília, DF 40 (10): 1005-1014

- MIRANDA, L. N.; MIRANDA, J. C. C.; REIN, T. A.; GOMES, A. C. 2005. Utilização de calcário em plantio direto e convencional de soja e milho em Latossolo Vermelho. Pesquisa Agropecuária Brasileira, Brasília, DF 40 (6): 563-572

- MIRANDA, L. N.; MIRANDA, J. C. C. 2002. Calibração de métodos de análise de fósforo e resposta do feijão ao fósforo no sulco. Pesquisa Agropecuária Brasileira, Brasília 37 (11): 1621-1627

- MIRANDA, L. N.; MIRANDA, J. C. C. 2000. Efeito residual do calcário na produção de milho e soja solo glei pouco húmico. Revista Brasileira de Ciência do Solo, Campinas 24 (1): 209-215

- MIRANDA, L. N.; AZEVEDO, J. A.; MIRANDA, J. C. C.; GOMES, A. C. 2000. Produtividade do feijoeiro em resposta a adubação fosfatada e a regimes de irrigação em solos de cerrado. Pesquisa Agropecuária Brasileira, Brasília 35 (4): 703-710

- MARTINS, C. R.; MIRANDA, J. C. C.; MIRANDA, L. N. 1999. Contribuição de fungos micorrízicos arbusculares nativos no estabelecimento de Aristida setifolia Kunth em áreas degradadas no cerrado. Pesquisa Agropecuária Brasileira, Brasília 34 (4): 665-674

- SPAIN, J. L.; MIRANDA, J. C. C. 1996. Scutellospora cerradensis: an ornamented species in the Gigasporaceae (Glomales) from the Cerrado region of Brazil. Mycotaxon, Ithaca 60: 129-136

- SPAIN, J. L.; MIRANDA, J. C. C. 1996. Glomus brasilianum: an ornamented species in the Glomaceae. Mycotaxon, Ithaca 60: 137-142

- MIRANDA, J. C. C.; HARRIS, P. J. 1994. Effects of soil phosphorus on spore germination and hyphal growth of arbuscular mycorrhizal fungi. New Phytologist, Oxford 128: 103-108

- MIRANDA, J. C. C.; HARRIS, P. J. 1994. The effect of soil phosphorus on the external mycelium growth of arbuscular mycorrhizal fungi during the early stages of mycorrhiza formation. Plant and Soil, The Hague 166: 271-280

- SILVA, L. H. B.; MIRANDA, J. C. C.; MIRANDA, L. N. 1994. Efeito da micorriza vesicular-arbuscular no crescimento de variedades de trigo sensível e tolerante ao alumínio em solo do cerrado. Revista Brasileira de Ciência do Solo, Campinas 18 (3): 407-414

- MIRANDA, J. C. C.; HARRIS, P. J.; WILD, A. 1989. Effects of soil and plant phosphorus concentrations on VA mycorrhiza in sorghum plants. New Phytologist, Oxford 112: 405-410

- MIRANDA, J. C. C.; SOUSA, D. M. G.; MIRANDA, L. N. 1984. Influência de fungos endomicorrízicos vesicular-arbusculares na absorção de fósforo e no rendimento de matéria seca de plantas de sorgo. Revista Brasileira de Ciência do Solo, Campinas 8 (1): 31-36

- MIRANDA, J. C. C. 1982. Influência de fungos endomicorrízicos inoculados à campo na cultura de sorgo e soja em um solo sob Cerrado. Revista Brasileira de Ciência do Solo, Campinas 6 (1): 19-23 Fichada en Sidalc

- MIRANDA, J. C. C. 1981. Ocorrência de fungos endomicorrízicos nativos em um solo de Cerrado do DF e sua influência na absorção de fósforo por Brachiaria decumbens Stapf. Revista Brasileira de Ciência do Solo, Campinas 5 (2): 102-105

- CORNELIS, P.; CLAESSEN, M. E. C.; MIRANDA, J. C. C. 1975. Reversed phase chromatography of isoaccepting tRNA's from healthy and Crown gall tissues from Nicotiana tabacum. Nucleic Acids Research, Londres 2 (7): 1153-1161

## Libros
- MIRANDA, J. C. C. 2012. Cerrado: Micorriza Arbuscular - base para o manejo. EMBRAPA, libro digital

- MIRANDA, J. C. C. 2008. Micorriza arbuscular Ocorrência e Manejo. 1ª ed. Brasília: Embrapa Cerrados, 167 pp. ISBN 9788570750495

- SOUZA, L. S. FIALHO; J. F. FARIAS; A. R. N. CARDOSO; A. N. NORONHA; A. C. S. GUERRA; A. F. CARDOSO, C. E. L. FUKUDA, C. JUNGHANS, D. T. MATSUURA, F. C. A. U. GOMES, J. C. MIRANDA, J. C. C. SOUZA et al. 2003. Sistemas de Produção: Cultivo da mandioca para a Região do Cerrado. Brasília, DF: Serviço de Comunicação e Transferência

## Capítulos de libros publicados
En ANDRADE, Solange Rocha Monteiro de; FALEIRO, Fábio Gelape; SERENO, José Robson; CORTE, João Luis Dalla; SOUSA, Evie dos Santos de (orgs.) Iª Mostra de resultados de Projetos de Pesquiza da Embrapa Cerrados 2004-2006. Planaltina: Embrapa Cerrados, 2008.
- MIRANDA, L. N.; MIRANDA, J. C. C. Manejo da calagem para culturas anuais no sistema de plantio direto e convencional
- MIRANDA, J. C. C.; MIRANDA, L. N. Manejo da micorriza arbuscular e sua contribuição para a produtividade

- MIRANDA, J. C. C.; MIRANDA, L. N. 2006. Micorriza arbuscular e uso de adubos verdes em solos do Bioma cerrado. In: Arminda Moreira de Carvalho; Renato Fernando Amabile. (Org.). Cerrado Adubação verde. Planaltina: Embrapa Cerrados, p. 211-236.

- MIRANDA, J. C. C.; MIRANDA, L. N. 1997. Micorriza Arbuscular. In: Milton Alexandre Vargas; Mariangela Hungría (org.) Biología dos Solos dos Cerrados. 1ª ed. Brasília: EMBRAPA-CPAC, p. 69-123.

## Membresías
- Sociedad Botánica de Brasil[5]

## Revisora de periódicos
- 1977 - 2008: Pesquisa Agropecuária Brasileira
- 1977 - 2009: Revista Brasileira de Ciência do Solo

## Premios y títulos
- 2006: indicación para el Premio Frederico Menezes da Veiga, Embrapa Cerrados.
- 1975: mención de Grande Distinción - Tesis de Maestrado, Universidad Católica de Lovaina.

- Portal:Biografías. Contenido relacionado con Botánica.
- Portal:Biología. Contenido relacionado con Taxonomía.